# Hupikék törpikék és Törpicur
A Hupikék törpikék és Törpicur (eredeti cím angolul: The Baby Smurf / franciául: Le Bébé Schtroumpf) 1984-ben bemutatott belga-amerikai rajzfilm, amely a Hupikék törpikék című animációs tévéfilmsorozat alapján készült. A forgatókönyvet Peyo, Yvan Delporte és Gérard Baldwin írta, William Hanna, Joseph Barbera, Ray Patterson és Gérard Baldwin rendezte, a zenéjét Hoyt Curtin szerezte. A Hanna-Barbera készítette és forgalmazta.
Amerikában 1984. december 12-én, Magyarországon 1988. december 8-án mutatták be a mozikban.

## Szereplők
| Szereplő           | Eredeti hang (archívumban) | Magyar hang      |
| ------------------ | -------------------------- | ---------------- |
| Törpapa            | Don Messick                | Sinkovits Imre   |
| Sziamiaú           | Don Messick                | Harsányi Gábor   |
| Ábrándos           | Don Messick                | Rudolf Péter     |
| Hókuszpók          | Paul Winchell              | Haumann Péter    |
| Törpicur           | Paul Winchell              | Vadnay Tünde     |
| Törpilla           | Lucille Bliss              | Málnai Zsuzsa    |
| Okoska             | Danny Goldman              | Cseke Péter      |
| Törperős           | Frank Welker               | Bata János       |
| Vili               | Frank Welker               | Kaszás Attila    |
| Költörp            | Frank Welker               | Varanyi Lajos    |
| Dulifuli           | Michael Bell               | Gruber Hugó      |
| Ügyi               | Michael Bell               | Szolnoki Tibor   |
| Lusti              | Michael Bell               | Pathó István     |
| Janó               | Michael Bell               | Rátóti Zoltán    |
| Ügyifogyi          | William Callaway           | Gyabronka József |
| Törpingáló         | William Callaway           | Böröndi Tamás    |
| Hami               | Hamilton Camp              | Józsa Imre       |
| Nótata             | Hamilton Camp              | Tahi József      |
| Törpojáca          | Alan Oppenheimer           | Balázs Péter     |
| Omniapó            | Alan Oppenheimer           | Rátonyi Róbert   |
| Tréfi              | June Foray                 | Szerednyey Béla  |
| Törpöltő           | Kip King                   | Versényi László  |
| Baltazár           | Keene Curtis               | Farkas Antal     |
| Klorihidra         | Amanda McBroon             | Náray Teri       |
| Király             | Bob Holt                   | Gera Zoltán      |
| Lady Lábvíz        | Linda Gary                 | Vay Ilus         |
| Télapó             | N/A                        | Simon György     |
| Papagáj            | N/A                        | N/A              |
| Kövér zsivány      | N/A                        | N/A              |
| Kopasz zsivány     | N/A                        | N/A              |
| Nagykövet          | N/A                        | N/A              |
| Nagykövet felesége | N/A                        | N/A              |
| Fogtündér          | N/A                        | N/A              |
| Eric Norton        | N/A                        | Minárovits Péter |
| Norton anyuka      | N/A                        | Dallos Szilvia   |

## Összeállítások
A film összeállításában, a televíziós rajzfilmsorozat 5 részét tartalmaz.
- Törpicur (Once in a Blue Moon)
- Sáskajárás (A Chip Off the Old Smurf)
- Ügyi papírsárkánya (Handy's Kite)
- A nagykövet babája (The Moor's Baby)
- Törpicur első karácsonya (Baby's First Christmas)